# 정성일 (1980년)
정성일(1980년 2월 3일 ~ )은 대한민국의 배우이다.

## 연기 활동

### 드라마
- 2009년 MBC 수목드라마 《돌아온 일지매》
- 2013년 OCN 일요드라마 《특수사건 전담반 TEN 2》 - 교생선생님 역
- 2015년 tvN 월화드라마 《신분을 숨겨라》 - 엄인경의 비서 역
- 2015년 KBS1 대하드라마 《징비록》 - 진린의 부장 역
- 2016년 SBS 특집드라마 《나청렴의원 납치사건》 - 김 실장 역
- 2019년 MBC 주말 특별기획 《이몽》 - 진수 역
- 2019년 KBS2 수목드라마 《99억의 여자》 - 백승재 역
- 2020년 tvN 토일드라마 《비밀의 숲 2》 - 박 상무 역
- 2020년 tvN 월화드라마 《산후조리원》 - 이선우 역
- 2021년 OCN 토일드라마 《타임즈》 - 강신욱 역
- 2021년 KBS2 월화드라마 《꽃 피면 달 생각하고》 - 이강 역
- 2022년 tvN 금토드라마 《배드 앤 크레이지》 - 신주혁 역
- 2022년 tvN 토일드라마 《우리들의 블루스》 - 김태훈 역[a]
- 2022년 Netflix 오리지널 드라마 《더 글로리》 - 하도영 역
- 2025년 Disney+ 오리지널 드라마 《트리거》 - 한도 역
- 2025년 tvN 토요드라마 《O'PENing - 로드 투 외과의사》 - 이신엽 역 (특별출연)

### 뮤지컬
- 2020년 ~ 2021년 《미오 프라텔로》 - 써니보이 역

### 영화
| 연도 | 제목            | 역할               | 비고     |
| ---- | --------------- | ------------------ | -------- |
| 2002 | H               | 탈취차량남         |          |
| 2008 | 쌍화점          | 건룡위             |          |
| 2009 | 19-Nineteen     | 하기상             |          |
| 2010 | 페어 러브       | 재웅               |          |
| 2011 | 사랑의 확신     | 영민               |          |
| 2013 | 배우는 배우다   | 깡다구 심복        |          |
| 2014 | 기술자들        | 심복1              |          |
| 2015 | 막걸스          | 태현               |          |
| 2016 | 프랑스 영화처럼 | 청년               |          |
| 2016 | 고백할 수 없는  |                    |          |
| 2017 | 반드시 잡는다   | 젊은 박평달        |          |
| 2022 | 말임씨를 부탁해 | 옥매트 판매 지부장 | 우정출연 |
| 2024 | 전,란           | 깃카와 겐신        |          |
| 2025 | 84제곱미터      | 전성일             | 특별출연 |

## 수상 목록
- 2023년 제8회 아시아 아티스트 어워즈 신스틸러상
- 2025년 제61회 백상예술대상 영화부문 남자 신인연기상 (전,란)

## 비고
1. ↑  선아의 남편, 슬하에 아들이(김열) 있다.